# Thomas Moran
Thomas Moran (Bolton, 12 de febrero de 1837 - Santa Bárbara, 25 de agosto de 1926) fue un pintor paisajista estadounidense de origen inglés. Como Albert Bierstadt, Moran se adscribe a la segunda generación de la escuela del río Hudson, dentro de la variante llamada Escuela de las Montañas Rocosas. Su obra artística fue determinante para la creación del parque nacional de Yellowstone.

## Juventud y aprendizaje
La familia de Thomas Moran emigró a los Estados Unidos en 1844, primero a Baltimore y después a Filadelfia. Entre 1853 y 1855, Moran trabajó en la firma Scattergood & Telfer como aprendiz de grabador. En 1856 fue al estudio de Edward Moran, su hermano mayor. De éste y de otros artistas —como James Hamilton (1819-1878), Paul Weber y John Sartain— Moran aprendió las técnicas de la litografía, grabado, grabado en madera, y aguafuerte. Desde 1856, Moran exhibió regularmente obras en la Academia de Bellas Artes de Pensilvania, de la que devino miembro en 1861.

## Actividad artística
En 1862, Moran viajó a Inglaterra, para conocer la obra de Turner, de quien en adelante imitó el uso del color, la predilección por el paisaje, y el interés por la acuarela. A su regreso a los Estados Unidos (febrero de 1863) se casó con Mary Nimmo Moran, quien se convirtió en una notable maestra del aguafuerte. En 1865, la pareja se mudó a Filadelfia, a Newark en 1872, y más tarde a East Hampton.
En 1866, Moran expuso por primera vez en la Academia Nacional de Dibujo, con la obra Under the Trees- Autumnal Woods (1865), y viajó de nuevo a Europa, donde visitó a Camille Corot y expuso en el Salón de París.y en la Exposición Universal de París. A finales de la década de 1860, fue nombrado ilustrador jefe de la revista, Scribner's Monthly. Durante las décadas de 1870 y 1880, sus ilustraciones grabadas en madera aparecieron en las principales revistas y publicaciones orientadas al regalo. El apogeo de su carrera coincidió con la popularidad de la cromolitografía, que Moran utilizó para hacer impresiones en color de sus obras, para que pudieran distribuirse ampliamente.

### Viajes al oeste de Estados Unidos
Su primer viaje al Oeste de Estados Unidos fue en 1871, invitado por Ferdinand V. Hayden —director del Servicio Geológico de Estados Unidos— a unirse a una expedición a los actuales Wyoming  y Montana, que contaba también con William H. Jackson, cuyas fotografías le ayudaron a componer sus obras. Esta expedición estaba financiada por Jay Cooke —director del  Ferrocarril del Pacífico Norte— y apoyada por la revista Scribner's Monthly.
Las pinturas basadas en esta región supusieron su reconocimiento nacional como artista, y su primer gran éxito financiero, ya que su lienzo The Grand Canyon of the Yellowstone (1872) fue adquirido por el Gobierno por $ 10,000. Durante las años siguientes, publicó sus anotaciones sobre el viaje, y creó muchas pinturas basadas en sus bocetos. Particularmente la región de Yellowstone tuvo un enorme impacto en Moran, quien en adelante adoptó una nueva firma: T-Y-M (Thomas "Yellowstone" Moran). Durante cuarenta días allí, documentó visualmente más de 30 sitios diferentes y escribió un diario del progreso de la expedición y de las actividades diarias.
En 1872, con su esposa, viajó al Valle de Yosemite, realizando numerosos bocetos, y en 1873 fue a una expedición al Gran Cañón y a la Meseta del Colorado, comandada por John Wesley Powell. El lugar desde donde tomó varias vistas se conoce como Moran Point. En 1874 volvió de nuevo con Hayden a Colorado, visitando el Monte Holy Cross. Los bocetos realizados tuvieron por resultado lienzos como The Chasm of the Colorado (1873-1874).

### Últimos años
Moran continuó visitando el Oeste a lo lago de su vida: las Montañas Rocosas (1874), Sierra Nevada y Grand Teton (1879), México (1883), Yellowstone (1900) y revisitando el Gran Cañón casi anualmente hasta su muerte. Es de esta época la obra Grand Canyon of the Colorado River (1892-1908). También volvió varias veces a Europa, siendo muy notable el viaje del año 1882 a Gales, Escocia e Inglaterra, donde John Ruskin alabó su trabajo y le compró algunas obras.
Moran fue elegido miembro de la Academia Nacional de Dibujo en 1884. Durante los siguientes cuarenta años, Moran viajó extensamente. En 1892 regresó a Yellowstone con Jackson, invitados por Elwood Mead, en preparación para una "Wyoming Exhibition" en la Exposición Mundial Colombina. Moran esbozó más imágenes del Cañón en este viaje que en el de 1871.
Desde finales del siglo XIX, la crítica especializada comenzó a perder el interés por su obra, pero el público popular continuó apreciando sus obras mediante las reproducciones por cromolitografía.

## Creación del parque nacional de Yellowstone
En su nuevo estudio de Newark, Moran realizó su primera gran pintura basada en el Oeste: Grand Canyon of the Yellowstone (1872), que le dio gran reputación cuando fue comprado por el Gobierno. Sus bocetos, junto con las fotografías realizadas por William H. Jackson, captaron la atención de la nación y persuadieron al presidente Ulysses S. Grant y al Congreso de los Estados Unidos —en 1872— a la preservación de la región de Yellowstone como el primer parque nacional del Mundo.